# 佐々木健一 (美学者)
佐々木 健一（ささき けんいち、1943年1月26日 - ）は、日本の美学者、東京大学名誉教授。

## 人物
東京出身。1965年東京大学文学部フランス語フランス文学専修課程卒業。1971年同大学院人文科学研究科美学藝術学博士課程満期退学。1971年同助手、1974年埼玉大学専任講師、1976年助教授、1980年東大文学部助教授、1989年教授。2004年官定年退官、日本大学文理学部哲学科教授。東大名誉教授。
1982年、『せりふの構造』でサントリー学芸賞受賞。1997年、東京大学文学博士。論文の題は「フランスを中心とする18世紀美学史の研究」。

## 著書
- 『せりふの構造』（筑摩書房、1982／講談社学術文庫、1994）
- 『作品の哲学』（東京大学出版会、1985）
- 『演出の時代』（春秋社、1994）
- 『美学辞典』（東京大学出版会、1995）
- 『エスニックの次元 ―《日本哲学》創始のために』（勁草書房、1998）
- 『ミモザ幻想－記憶・藝術・国境』（勁草書房、1998）
- 『フランスを中心とする18世紀美学史の研究―ウァトーからモーツァルトへ』（岩波書店、1999）
- 『タイトルの魔力―作品・人名・商品の《なまえ》学』（中公新書、2001）
- 『美学への招待』（中公新書、2004、増補版2019）
- 『日本的感性　触覚とずらしの構造』（中公新書、2010）
- 『ディドロ『絵画論』の研究』（全3巻組、中央公論美術出版、2013）
- 『論文ゼミナール』（東京大学出版会、2014）
- 『とりどりの肖像』（春秋社、2022）

共著
- 太田光・田中裕二と『爆笑問題のニッポンの教養 爆問学問 25　人類の希望は美美美 美学』講談社 2008

### 翻訳
- アンリ・グイエ『演劇の本質』TBSブリタニカ 1976
- E.ジルソン『絵画と現実』谷川渥・山縣煕共訳、岩波書店 1985
- M.ブラック『創造のレトリック』勁草書房 1986
- アンリ・グイエ『演劇と存在』未來社 1990
- ディドロ『絵画について』岩波文庫 2005

## テレビ出演
- 爆笑問題のニッポンの教養（2008年1月29日放送、NHK総合テレビ）